# Chakma
|  | Per a altres significats, vegeu «Chakma (cercle)». |

Els chakma són una ètnia d'origen tibetobirmà. Parlen una llengua de la branca del tibetobirmà i són de religió budista. Viuen a Bangladesh, Mizoram i darrerament a Arunachal Pradesh.
El chakma eren favorables a l'Índia però van quedar majoritàriament al Pakistan en la partició de 1947. La bandera Índia es va hissar a Rangamati, capital dels Chittagong Hill Tracts, el 15 d'agost de 1947 però els soldats pakistanesos van fer-la retirar.
Durant la guerra als Chittagong Hill Tracts uns trenta mil chakma van fugir de Bangladesh i es van poder instal·lar legalment a Arunachal Pradesh per concessió del govern indi. Després de l'acord de pau de 1997 els chakma es van dividir i actualment hi ha dos faccions armades que es combaten entre elles.
Actualment hi ha uns 65000 chakma a Arunachal Pradesh, però la població local no els accepta. Els chakma van crear el Committee for Citizenship Rights of the Chakmas of Arunachal Pradesh (CCRCAP) que defensa els seus interessos. El 9 de gener de 1996 van obtenir una sentència favorable del tribunal suprem de l'Índia sobre seguretat de les seves cases, i una altra sentència de la cort de Delhi de 28 de setembre del 2000 sobre drets d'elecció i de vot. Tot i així encara segueix certa discriminació.
A Mizoram hi ha més de cent mil chakma. El 1971 es va acordar la creació d'un consell autònom, que es va establir el 1972 (Chakma Autonomous Council) però el seu control és només sobre un terç dels chakma de l'estat i a la resta de l'estat estan discriminats.